# 蕭孟景
蕭孟景（15世纪—16世纪），字時泰，大寧前衛軍籍，順天府通州三河縣人。明朝官员。

## 生平
正德二年（1507年）丁卯科順天鄉試舉人。正德九年（1514年）甲戌科二甲第一百九名進士，授户部主事，管理山东临清钞关。嘉靖四年官濟南府知府